# 意大利社会共和国

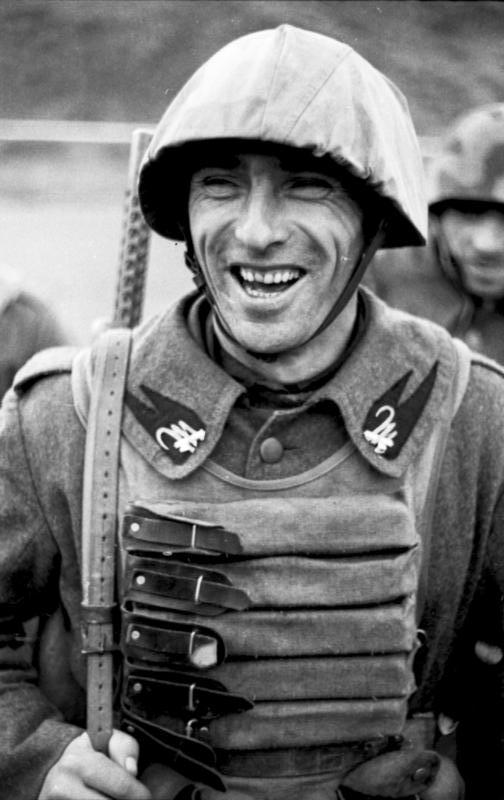
意大利社会共和国士兵

意大利社会共和国（義大利語：Repubblica Sociale Italiana），由於其中央政府位於薩羅，又称薩羅共和国（Repubblica di Salò），是第二次世界大戰末期贝尼托·墨索里尼在阿道夫·希特勒的扶植下于意大利北部建立的法西斯主義傀儡政权，成立于1943年9月23日，滅亡于1945年5月2日領土淪陷。

## 歷史
意大利社会共和国是意大利歷史上的第二个也是最后一个法西斯政权，由前意大利王國首相（1922-1943）墨索里尼和他由國家法西斯黨改革成的共和法西斯党领导。国家宣布罗马为其首都，实际上权力中心在薩羅，因此有了薩羅共和国这一名称，薩羅是加尔达湖上的一个小镇，靠近布雷西亚，墨索里尼和外交部的总部就在那里。意大利社会共和国在意大利北部和中部行使名义上的主权，但主要依靠德国军队来维持控制。
1943年7月，在同盟国将意大利及德國軍隊赶出意屬北非并随后入侵西西里岛之后，大法西斯委员会在维托里奥·埃马努埃莱三世国王的支持下推翻并逮捕了墨索里尼。新政府开始与同盟国秘密进行和平谈判。9月8日意大利投降时，德国做好了准备，并迅速进行干预。德国出兵控制了意大利北部，在12日並救出了墨索里尼，并把他带到德国占领区建立傀儡政权。意大利社会共和国于1943年9月23日宣布成立。尽管该政权声称对意大利全境拥有主权，但其事实上的管辖范围只扩大到意大利的一小部分地区。意大利社会共和国只得到轴心国及其卫星国（芬兰和维希法国除外）的外交承认，并与阿根廷、葡萄牙、西班牙和瑞士保持非正式关系。梵蒂冈城不承认意大利社会共和国。
1945年4月25日，也就是建国19个月后，意大利社会共和国在盟軍推進下崩溃了。在意大利，这一天被称为解放日。在那一天，意大利共產黨游击队发动大起义，连同盟军在意大利的攻势，成功地将德軍几乎全部驱逐出意大利。4月27日，意大利游击队抓住了墨索里尼和他的情妇克拉拉·佩塔奇、几名意大利社会共和国部长和其他几名意大利法西斯分子，当时他们正试图逃亡去瑞士。4月28日，游击队枪杀了墨索里尼和大多数其他俘虏。意大利社会共和国的国防部长鲁道夫·格拉齐亚尼元帥于5月1日，也就是德軍在意大利投降的第二天，交出了意大利社会共和国剩下的一切。

## 历史

義大利社會共和國軍旗
此軍旗為義大利社會共和國為人熟知的旗幟和象徵，但官方正式國旗為無老鷹圖騰的三色旗(與義大利共和國國旗相同)，此軍旗通常只作為宣傳使用

1943年7月，納粹德國於庫斯克會战被苏联打败，盟军全面擊敗德國及意大利在北非的軍隊並已經在西西里岛的成功登陆，意大利国内反对墨索里尼的呼声甚嚣尘上。7月25日在意大利国王維克托·伊曼紐爾三世的支持下，意大利法西斯党举行大法西斯会议，以墨索里尼的女婿加萊阿佐·齊亞諾为首的18名委员均投票同意罢黜墨索里尼（格兰迪决议），次日国王任命佩特羅·巴多格里奥组建政府，着手与盟军谈判，并将墨索里尼关押。
9月3日意大利王国政府向盟军投降，当日英国将领蒙哥马利率军渡过墨西拿海峡，在意大利本土登陆，同一天，意大利和盟軍簽署停戰協並於9月8日16:30公佈，德軍迅速展開軸心行動入侵意大利，並佔領大量地區，意大利的停戰此舉亦震驚了亞洲的軸心國盟友泰國。
9月10日隆美尔攻占意大利首都罗马，控制了南至那不勒斯的意大利全境。9月12日希特勒執行橡樹行動派遣奧托·斯科爾茲內率领傘兵突击队奇袭墨索里尼的关押地，用滑翔机将其救出。9月23日墨索里尼在意大利北部小城萨罗宣布成立意大利社会共和国，自任领袖兼外长，同南部的意大利王国政府分庭抗礼。墨索里尼将国家法西斯党改组为共和法西斯党，宣布废除君主制，并指责意大利国王维托里奥·埃马努埃莱三世是“无耻的叛徒”。
9月10日，该国成立前不久，德國在亞平寧山脈、其南部地區以及意大利海岸和阿爾卑斯山麓行動區以及亞得里亞海濱行動區，由希特勒任命的最高專員直接管理。幾乎同時，意大利將所有在中國的租界移交汪精卫政權。
10月1日盟军占领那不勒斯，10月13日意大利王国政府转而向德国宣战。
1944年1月11日墨索里尼在维罗纳举行审判，枪决了齐亚诺、德博诺以及其他曾投票反对他的法西斯党领导，这使得他进一步丧失支持，在此之后，他几乎完全依靠德军维系其统治。
5月14日盟军一举突破德军苦心经营的古斯塔夫防线，6月4日盟军占领罗马，此后由于准备诺曼底登陆，盟军在意大利暂时停止了大规模的进攻，使得墨索里尼的政府得以苟延残喘。
1945年4月盟军在意大利战场发动大规模攻势，4月23日盟军进抵波河，俘虏30,000名德军，墨索里尼的统治土崩瓦解，共和国政府宣告解散，领导纷纷逃亡。4月26日盟军占领维罗纳，4月27日又占领热那亚，4月28日墨索里尼夫妇在科莫湖畔被游击队抓获并枪决，尸体随即被运回米兰示众。
4月29日，在薩羅共和國境內的德軍以及意军全部向盟軍投降，並被要求自5月2日停止所有敵對行動，當天，盟軍佔領了薩羅共和國，包括德國直接管理的兩個行動區，薩羅共和國滅亡。
该共和国存在的时间大约为18个月，在此期间其展示的暴行一直是战后意大利社会反思的对象，成为许多文艺作品的表现对象，其中尤以帕索里尼的电影《索多玛120天》最为有名。

## 外交關係
1943年9月，纳粹德国和法西斯盟友先后承认意大利社会共和国。
- 納粹德國：1943年9月27日
- 日本：1943年9月27日
- 滿洲國：1943年9月27日
- 保加利亚：1943年9月27日
- 羅馬尼亞：1943年9月27日
- 克羅埃西亞獨立國：1943年9月27日
- 中華民國（汪精卫政权）：1943年9月29日
- 泰國：1943年9月30日
- 緬甸國：1943年9月30日
- 匈牙利：1943年9月30日

## 領土喪失
1943年9月8日，義大利王國投降後，德國為了確保自己側翼安全奪取並實際掌握一些義大利領土。儘管地方德國官員大力鼓吹，希特勒拒絕正式合併德意志人占多數的南提洛；反而支持義大利社會共和國在這些領土統治上保有正式獨立自主，禁止任何形式上的合併。然而在習慣上，南提洛邊界以內的領土包括特倫托、波札諾和貝盧諾皆被德國劃定為阿爾卑斯山麓戰區，實際上被合併至法蘭茲·赫法管理的提洛-福拉爾貝格帝國大區。包括烏迪內、戈里齊亞、第里雅斯特、普拉和阜姆皆被德國劃定為亞德里亞濱海戰區，實際上被合併至弗里德里希·雷納管理的克恩頓帝國大區。
1943年9月10日，義大利自己的保護國傀儡政權克羅埃西亞獨立國（NDH）宣佈於1941年5月18日和義大利王國簽訂的《羅馬條約》無效，併吞掉過去義大利王國在《羅馬條約》中從南斯拉夫奪取而來的達爾馬提亞省。克羅埃西亞試著併吞掉從1919年起就被承認為義大利領土的札拉，但是德國不允許克羅埃西亞這麼做。 因為這些舉動，義大利社會共和國敵視克羅埃西亞獨立國，拒絕和克羅埃西亞建立外交關係，也不承認他們的領土所有權。
義大利結束佔領意屬愛琴海群島之後，該地被德軍佔領（見多德卡尼斯群島戰役）。在德國佔領期間，愛琴海群島名義上的主權仍屬義大利社會共和國，但實際上受德軍控制。
義大利在中國天津的意租界和上海公共租界的意界區由義大利社會共和國交還給汪精卫政权。